# Antonio Smith
Miguel Antonio Smith Irisarri (Santiago, 29 de septiembre de 1832 - Santiago, 24 de mayo de 1877) fue un destacado pintor paisajista, grabador y el primer caricaturista chileno. A lo largo de su vida desarrolló múltiples labores: se unió al cuerpo de bomberos, participó como agente bancario en Santiago, se unió a las fuerzas militares, fue un activo disidente político, además de participar en varios diarios de la época. Su desempeño como artista lo hizo destacar en la naciente academia de artes de Chile, entrando en conflicto permanente con sus maestros. Smith es uno de los tres pintores románticos de Chile, nombrados por Antonio Romera. Fue maestro del connotado pintor Pedro Lira y el creador de la escuela paisajista en Chile.

## Biografía

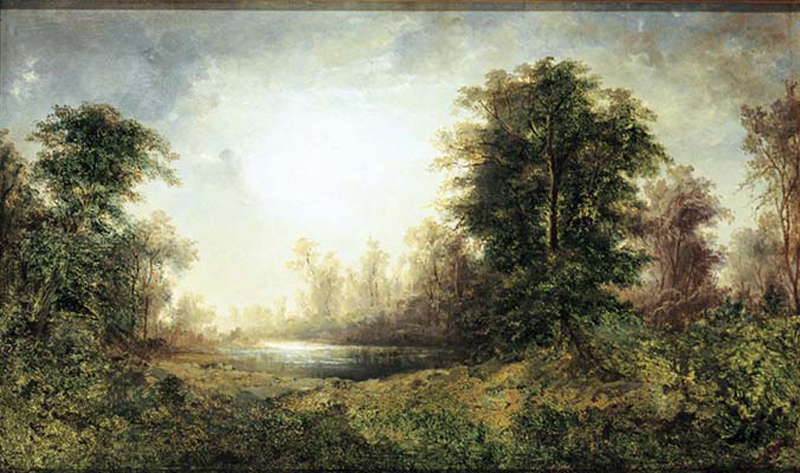
Claro de luna, óleo, 36cmX61cm, Museo Nacional de Bellas Artes.

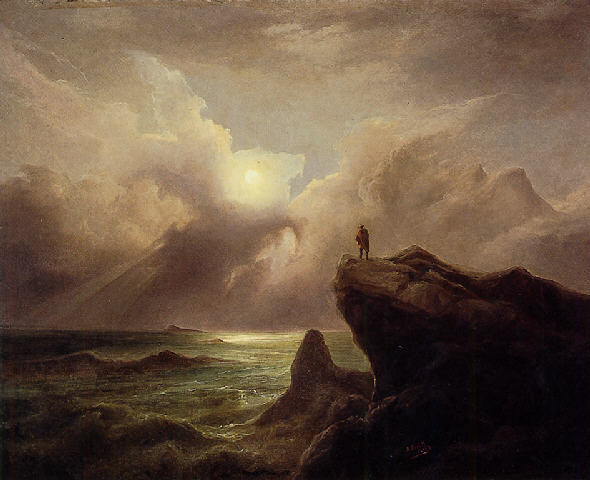
Crepúsculo marino.

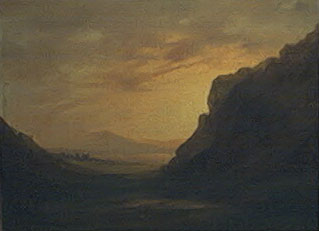
Amanecer en cordillera.

Antonio Smith Irisarri venía de una familia adinerada y popular en sus tiempos: su padre, Jorge Smith, era natural de Escocia, cónsul en Santiago; su madre, Carmen Irisarri y Trucíos, era hija del patriota Antonio José de Irisarri y hermana del político y poeta chileno Hermógenes Irisarri. Ambos intentaron que siguiera la carrera de abogado, pero desde niño el futuro pintor no aceptó las enseñanzas de los clásicos y se limitaba a rayar sus cuadernos de garabatos para mofarse de ellos. En contra de la decisión de su familia y, con su propio dinero, se compró pinceles y pinturas con los que hizo sus primeros paisajes, que fueron destruidos por la abuela materna. Pero Smith insistió tanto en su vocación artística que al final logró que la familia lo llevara en 1849 a estudiar en la Academia de Pintura, fundada ese año por el gobierno del presidente Bulnes y dirigida por el maestro italiano Alejandro Ciccarelli.
Cicarelli intentó inculcar en Smith un sentimiento neoclásico que le permitiera convertirse en un pintor académico. Smith se mostró reacio a esas enseñanzas y, rebelde, dedicó su tiempo a un tema de poca o casi ninguna exploración en Chile, los paisajes. Cicarelli insistió en los estudios mitológicos pero Smith, decepcionado por su rigidez pedagógica, optó por ignorar su opinión y, sin previo aviso, con solo 19 años abandonó definitivamente la Academia para trabajar por su cuenta. 
Así Smith se convirtió en 1851 en el primer rebelde de la historia de la pintura chilena. Criticó duramente a sus maestros y su manera de pintar, calificándola de "sin sentimiento y tediosa". Esta forma de actuar influyó profundamente en las subsiguientes generaciones de pintores, quienes vieron en Smith un ideal de lucha contra el academicismo. La generación del trece es una receptora directa de las ideas del paisajista.
Smith no solo es un crítico áspero es también un eximio pintor. Sus obras se enmarcan en el romanticismo, corriente que exaltaba las ideas nacionalistas y utilizaba la tela como una manera de liberación del mundo terrenal. El joven es innovador, hace pocos estudios al natural, trata el paisaje como un tema en sí mismo sin la intervención del hombre. Su pintura se vuelve sentimentalmente profunda, característica que comparte con otros dos famosos chilenos: Onofre Jarpa y Manuel Ramírez Rosales.
Influenciado por su espíritu nacionalista, se inscribe en 1852 en el escuadrón de granaderos a caballo y es enviado a Chillán. Conoce a Rosaura Canales de la Cerda, con quien se casa y abandona la carrera militar. De regreso Santiago, en 1857, entró en el comercio con un empleo en la institución de ahorro El Porvenir de las Familias, cuyo gerente era un antiguo condiscípulo suyo, el uruguayo José Arrieta Perera, que pronto se convertiría en diplomático.
Su primera pintura fue la mona crespa de 1762, muy famosa en la época.

## Caricaturista

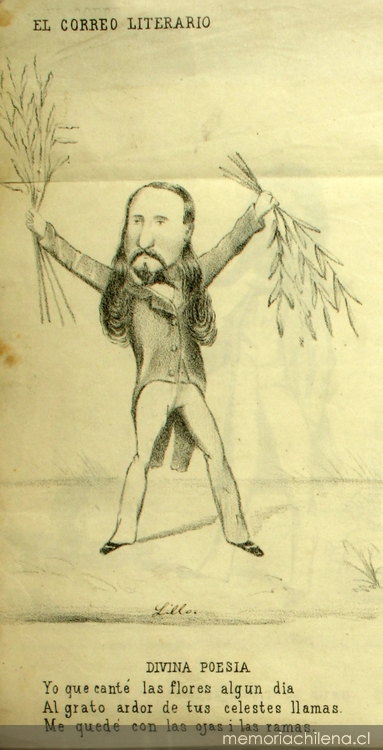
Poeta Eusebio Lillo, autor del himno nacional de Chile.

En 1858 Smith abandona su trabajo y se dedica a la labor de caricaturista: trabajó para el diario político El Correo Literario, que buscaba satirizar y crear una crítica social durante la etapa del gobierno conservador. Su editor, José Antonio Torres, mantuvo en el periódico una sección llamada “galería de representaciones”, que no eran más que retratos caricaturescos de distintos personajes públicos, en su mayoría políticos y hombres vinculados a las letras. Las ilustraciones iban  acompañadas, por lo general, de una breve nota del redactor o de versos compuestos por el poeta Guillermo Matta. Smith es reconocido hoy como el primer caricaturista del país.
A partir de entonces realizó una gran cantidad de dibujos críticos que abarcaron a los más famosos de su época, como el general Francisco Antonio Pinto, el presidente Manuel Montt, el poeta Eusebio Lillo, el escritor Guillermo Blest Gana, el general Manuel Bulnes y su antiguo maestro de pintura Alejandro Cicarelli, a quien le dedicó un caricatura y estos versos: "Llegó a estas bellas regiones/ un pintor que era un portento./ Mostró placas, distinciones/ y medallas por cajones/ Pero no mostró talento”.
Su biógrafo y amigo Vicente Grez señala:

"Muchas veces le bastaba una palabra, una frase, para retratar de cuerpo entero a sus personajes. […] Sus pensamientos llenos de exactitud y de buen sentido, fueron los que dieron al Correo Literario su inmensa popularidad. Muchos hombres notables, muertos después del Correo Literario, han sido olvidados; pero la obra pasajera de Smith, vive todavía y se la recuerda con alegría”

Antonio Smith desempeñó su oficio de caricaturista en difíciles condiciones. La imprenta que ocupaba era demasiado antigua, por lo que el pintor, para lograr una buena impresión, debía escribir al revés. Además tuvo que trabajar con lápiz grasa sobre piedra litográfica, lo que le impedía borrar o corregir cualquiera de sus dibujos. A pesar de eso el periódico gozo de cierta popularidad gracias a los retratos graciosos del pintor y su influencia llegó a tal punto que el mismo presidente Montt le pidió que dejara de publicar “esos monos groseros”. Finalmente, con la clausura del Club de la Reforma, el Correo Literario se vio obligado a cerrar.

## Perfeccionamiento en Europa
La Revolución de 1859 originó grandes convulsiones dentro del entorno social chileno y Antonio Smith se encontró con la necesidad de emigrar. Decidió marchar a Francia y perfeccionar sus habilidades de pintor. Al llegar, frecuentó museos y realizó copias de paisajes, siendo los del pintor alemán Georg Saal los más recordados. Tras un tiempo en París, sus cuadros ganaron cierto reconocimiento y logró vender algunos; sin embargo, su espíritu bohemio lo hacía malgastar el dinero y no pasó mucho tiempo antes de que tuviera que viajar a Estados Unidos para pedir ayuda económica a su abuelo, Antonio José de Irisarri. Al volver a Europa, prefirió dirigirse a Italia, donde conoce al pintor romántico Carlos (Károly) Markó. Con este húngaro-italiano entabla una amistad que lo lleva a trabajar con él, de manera itinerante, por más de un año. Después de un tiempo decide volver a Chile desconociendo la guerra que se libraba contra España.

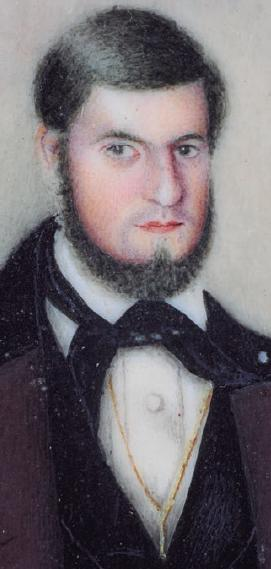
Antonio José de Irisarri, retrato en miniatura, Museo Histórico Nacional.

Después de un difícil viaje de seis meses, logró llegar a San Antonio en 1866. En Chile se unió por un breve tiempo al Cuerpo de Bomberos de Santiago. Testigo de las reformas académicas y culturales propiciadas por el político José Victorino Lastarria, el médico Laurent Sazie, el ministro de hacienda Antonio García Reyes, Andrés Antonio Gorbea, entre otros, Smith se asombra de lo poco que ha avanzado la Academia de Pintura dirigida por Alejandro Cicarelli. En 1869, después de 20 años al frente de esa escuela de arte, el italiano se vio obligado a renunciar y fue reemplazado por otro extranjero, el alemán Ernesto Kirchbach. 
Smith, en el intertanto, se mantuvo contrario a colaborar con la Academia y fundó un taller propio que ofrecía la posibilidad de estudiar pintura de una manera mucho más libre y menos compleja que la del alemán. Sus paisajes seguían siendo reconocidos y bien cotizados en el país y los alumnos aventajados de la academia de Kirchbach cursaban paralelamente sus estudios con Smith. 

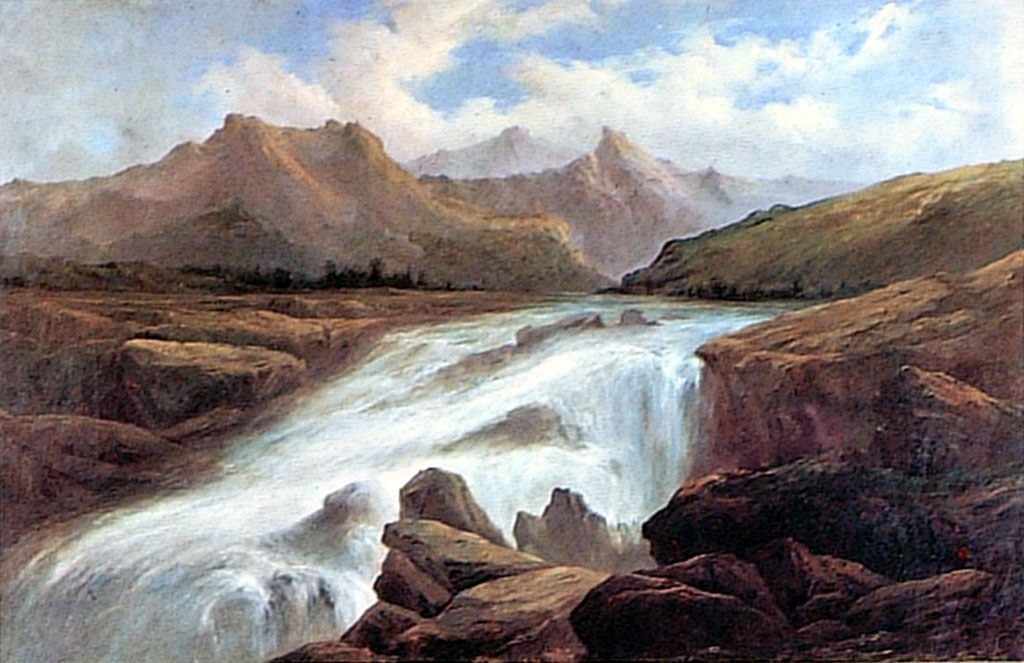
Río Cachapoal, Museo Nacional de Bellas Artes.

Personajes como Alfredo Valenzuela Puelma, Pedro Lira, Alberto Orrego Luco, Onofre Jarpa, Cosme San Martín y Pedro León Carmona fueron destacados pintores que pasaron por el taller del chileno para aprender del paisaje. Jarpa fue su discípulo más aventajado en este aspecto. Smith, a pesar de ser un buen profesor, no era ordenado y no dejó muchos cuadros. Acostumbraba pintar solo de acuerdo a su estado de ánimo, por lo que muchas de sus obras quedaban inconclusas. Era rápido a la hora de terminar sus trabajos, uno de sus más famosos cuadros, Atardecer cordillerano, ganador del primer premio en la exposición de Santiago en 1875, le demoró menos de ocho días.
Río Cachapoal es una de las mejores creaciones para entender su obra. Se trata de un paisaje al óleo de grandes dimensiones referido a una cascada. La pintura de gran tamaño, conforme al estilo romántico francés, es contraria a la norma de la época ya que su temática es sentimental y no documental. Para la pintura chilena es una de las obras consideradas como de transición, ya que posee características de dos estilos diferentes dentro de una misma obra, sin pertenecer a ninguna y permitiendo evolucionar a otro modelo creativo.   
Smith no intentaba mostrarse lujoso, pintaba temas simples, tardes y noches de luna en montañas y cerros. Al igual que el francés Monet, retrataba los mismos lugares pero a diferentes horas del día para captar con mayor perfección el concepto del lugar. Vicente Grez escribe de él:

“Tenía lo que nadie tiene hoy y lo que se hace más raro cada día, esto es, un profundo desprecio por el dinero: amaba más el ruido de un aplauso que él pudiera hacer todo el oro del mundo cayendo por una cascada”

## Muerte y legado

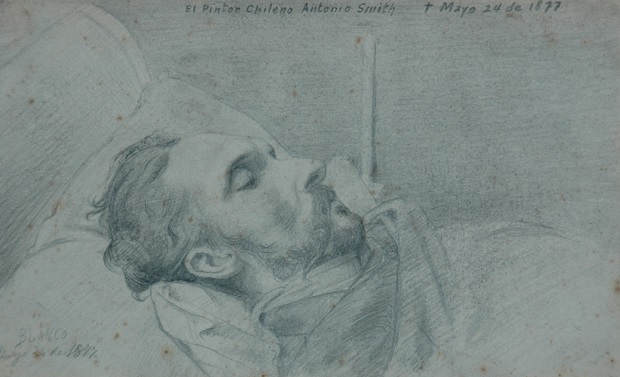
Antonio Smith en su lecho de muerte, dibujo del escultor José Miguel Blanco.

Antonio Smith Irisarri falleció el 24 de mayo de 1877, dejando muy pocas obras de su autoría, pero con gran reconocimiento del país. A su muerte el famoso escultor Nicanor Plaza tomó una réplica facial en yeso del paisajista. Su carácter de bohemio fue definitivo para la generación del trece. Maestro de varios destacados pintores de Chile, expuso en la famosa primera muestra nacional, llamada del Mercado, en 1872, ganando segunda medalla. Viajó por Francia, Italia, Estados Unidos, Argentina entre otros países. Rechazó las enseñanzas neoclásicas de la academia y desarrolló un estilo particular que aún es reconocible en nuestro días. Se le considera el creador de la escuela paisajista en Chile y el primer caricaturista nacional. 
La mayoría de sus obras se encuentran en colecciones privadas. Algunas de sus pinturas más famosas las conserva el Museo Nacional de Bellas Artes. La colección de arte del Banco Central, la Casa del Arte de la Universidad de Concepción y el Museo Histórico Nacional poseen también algunas de sus creaciones.

## Premios y distinciones

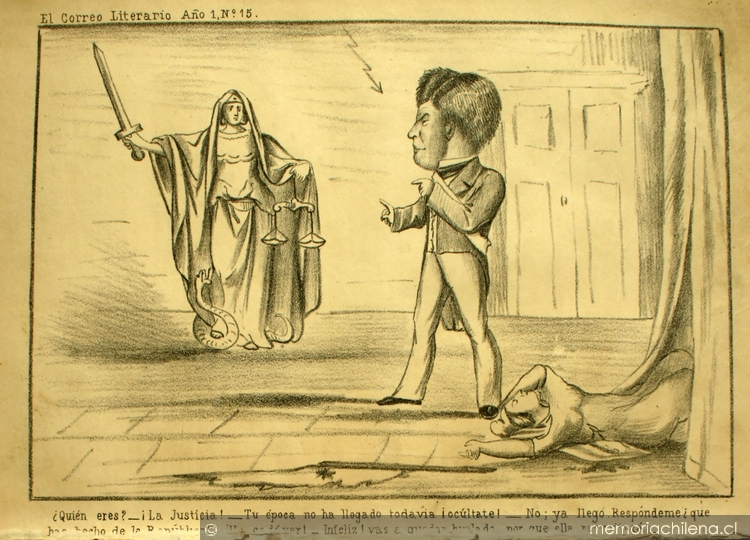
Representación de la Justicia, por Antonio Smith

- 1849: Es mencionado como alumno distinguido de la Academia, Santiago, Chile.
- 1850: Segundo Premio de 2ª Clase, Academia, Santiago, Chile.
- 1851: Premio de la Comisión de Bellas Artes de Santiago, Chile.
- 1869: Medalla de Plata en Pintura, Santiago, Chile.
- 1872: Segunda Medalla en Pintura, Exposición Nacional de Artes e Industrias, Santiago, Chile.
- 1875: Premio de Honor, ex aequo, Exposición Internacional de Santiago, Chile.